# Скит Лаку
Скит Лаку звани Лакоскит или скит Светог Димитрија (грч. Σκήτη Αγίου Δημητρίου, Λακκοσκήτη), је румунски православни идиоритмијски светогорски скит. Под ингеренцијом је манастира Свети Павле. У овом егзотичном скиту данас живи десетак монаха. Окружени миром и тишином, окупани светлошћу сунца, монаси овог скита и путници намерници у њему доживљавају визију сусрета са Богом и свецима.

## Положај и размештај
Скит Светог Димитрија налази се на југоисточној страни атонског полуострва на надморској висини од 280 метара, у ували између манастира Каракала и Велике Лавре, у ували по којој и носи назив (Лаккоу – Увала). Скит има преко 20, углавном запуштених станишта у којима данас живи неколико монаха.
Централно место у скиту има црква  која је посвећена Светом Димитрију.
У скиту постоји четрнаест различитих монашких станишта (келија и колиба), у којима живе монаси румунске националности.

## Приступ
Женама је забрањено да посећују скит. Овамо долазе ходочасници или путници намерници који жуде за разговором о духовном животу с подвижницима, за које је уживање у овоземаљском животу страно. А када коначно стигну до пустињакове келије, треба дуго да стоје пред вратима док их неки од монаха не отвори (иако ови пустињаци радо примају госте, са посебном радошћу), због њиховог гесла да се само упорнима отварају врата. А када приме госте, они се према њима односе тако да их угошћују најлепше што могу.

## Историја
Осован је у 10 веку. као скит скит у саставу Амалфићанског манастира, који се и сам налазио у овом делу Свете Горе. Амалфићански манастир носи име по италијанском граду Амалфи, и припадао је западним хришћанима све до њиховог отпадништа од православља када се овај манастир гаси.
По гашењу Амалфићанског манастира, скит је прешао у надлежност Прота Свете Горе, који га је у 14. веку уступио неком српском монаху, коме се убрзо придружују, и заједно са њим насељавају скит и други многи српски монаси. Они обнављају скит, подижу келију у његовој близини и унапређују економију.
Скит је живео пуном енергијом све до средине 18 века. када се због великих турских намета и дугова поново гаси. Скит је потом уступљен манастиру Ватопеду па манастиру Светог Павла у чијем је поседу и данас.
Највећи допринос развоју скита дали су Румуни, када је манастир Свети Павле дат на коришћење румунском монаху Данилу који делимично обновио скит, подигао цркву и посветио је светом Димитрију.